# Vụ Ngân sách nhà nước (Việt Nam)
Vụ Ngân sách nhà nước là cơ quan trực thuộc Bộ Tài chính, có chức năng tham mưu, giúp Bộ trưởng Bộ Tài chính thực hiện nhiệm vụ quản lý nhà nước về ngân sách nhà nước (sau đây viết tắt là NSNN) theo quy định của pháp luật.
Chức năng, nhiệm vụ, quyền hạn và cơ cấu tổ chức của Vụ Ngân sách nhà nước được quy định tại Quyết định số 998/QĐ-BTC ngày 10/6/2019 của Bộ trưởng Bộ Tài chính.

## Nhiệm vụ và quyền hạn
Theo Điều 2, Quyết định số 998/QĐ-BTC ngày 10/6/2019 của Bộ trưởng Bộ Tài chính, Vụ Ngân sách nhà nước có các nhiệm vụ, quyền hạn chính:
- Trình Bộ trưởng Bộ Tài chính các dự án, dự thảo các văn bản quy phạm pháp luật; chiến lược, kế hoạch dài hạn và trung hạn; định hướng, mục tiêu; dự toán NSNN, phương án phân bổ ngân sách trung ương hàng năm, kế hoạch tài chính 5 năm, kế hoạch tài chính - ngân sách nhà nước 3 năm theo quy định của Luật ngân sách nhà nước.
- Tham gia xây dựng chính sách tài chính quốc gia, chiến lược tài chính quốc gia; phối hợp xây dựng các cân đối lớn về vay, trả nợ, dư nợ công, dư nợ Chính phủ, dư nợ nước ngoài của quốc gia, cân đối các nguồn vốn đầu tư phát triển, cân đối ngoại tệ nhà nước, cân đối các quỹ trong và ngoài ngân sách; các chính sách, chế độ thu ngân sách; chế độ, chính sách, tiêu chuẩn, định mức chi ngân sách; chế độ hạch toán, kế toán NSNN và các chế độ tài chính - ngân sách khác.
- Thực hiện chức năng quản lý nhà nước về:

1. Xây dựng chiến lược, quy hoạch, kế hoạch phát triển kinh tế - xã hội.
2. Lập kế hoạch tài chính 5 năm.
3. Lập kế hoạch tài chính - ngân sách nhà nước 3 năm.
4. Lập dự toán NSNN và phương án điều chỉnh dự toán NSNN.
5. Tổ chức điều hành dự toán NSNN hàng năm.
6. Tổ chức hướng dẫn, thẩm định, tổng hợp, lập quyết toán ngân sách.

- Phối hợp với các đơn vị thuộc Bộ quản lý nợ công, nợ Chính phủ, nợ nước ngoài của quốc gia.
- Chủ trì tham mưu, giúp Bộ tham gia với các bộ, cơ quan trung ương về cơ chế tài chính đối với các vùng kinh tế trọng điểm và các vùng kinh tế - xã hội; chủ trì xây dựng các cơ chế tài chính - ngân sách đặc thù cho các địa phương theo quy định của pháp luật.
- Thực hiện nhập dữ liệu trên hệ thống quản lý ngân sách (TABMIS) đối với dự toán chi NSTW cấp 0 và cấp 0 đến cấp 1 (cả dự toán đầu năm và số bổ sung trong năm).
- Thực hiện công khai NSNN theo quy định của pháp luật.
- Chủ trì tham gia với các bộ, ngành về đề án tổng thể cải cách tiền lương; chủ trì xây dựng phương án nguồn để thực hiện cải cách tiền lương.
- Chủ trì, phối hợp với các tổ chức, đơn vị thuộc Bộ trong việc xử lý, giải quyết các kết luận, kiến nghị của Kiểm toán Nhà nước, cơ quan thanh tra, cơ quan điều tra về lĩnh vực ngân sách thuộc phạm vi quản lý của Vụ; Phối hợp với Kho bạc Nhà nước tổng hợp, giải trình, thuyết minh, đánh giá kết quả thực hiện kiến nghị của Kiểm toán Nhà nước về NSNN báo cáo Chính phủ để trình Quốc hội.
- Thực hiện các nhiệm vụ, quyền hạn khác do Bộ trưởng Bộ Tài chính giao và theo quy định của pháp luật.

## Lãnh đạo Vụ[2]
- Vụ trưởng: Vũ Đức Hội
- Phó Vụ trưởng:

1. Nguyễn Minh Tân
2. Dương Tiến Dũng
3. Đinh Xuân Hà
4. Nguyễn Thị Hải Hà

## Cơ cấu tổ chức
(Theo Điều 3, Quyết định số 998/QĐ-BTC ngày 10/6/2019 của Bộ trưởng Bộ Tài chính)
- Phòng Tổng dự toán
- Phòng Quản lý ngân sách nhà nước
- Phòng Quản lý ngân sách địa phương
- Phòng Phân tích, dự báo và thống kê ngân sách

## Vụ trưởng qua các thời kỳ
- Vũ Văn Ninh (sau là Bộ trưởng Bộ Tài chính, Phó Thủ tướng Chính phủ)
- Nguyễn Công Nghiệp (1999-2002), sau là Thứ trưởng Bộ Tài chính
- Đỗ Hoàng Anh Tuấn (2002-2006), sau là Thứ trưởng Bộ Tài chính
- Huỳnh Quang Hải (2006-2015), sau là Thứ trưởng Bộ Tài chính
- Võ Thành Hưng (2015-8/2021), sau là Thứ trưởng Bộ Tài chính, Phó Chánh Văn phòng TW Đảng
- Phạm Văn Trường (8/2021-7/2024)
- Vũ Đức Hội (9/2024-nay)